# Ute Lix
Ute Lix (* 3. März 1965) ist eine ehemalige deutsche Mittelstreckenläuferin, die sich auf die 800-Meter-Distanz spezialisiert hatte.
Bei den Leichtathletik-Halleneuropameisterschaften 1987 in Liévin wurde sie Achte. 1988 und 1989 wurde sie Deutsche Vizemeisterin im Freien, 1987 in der Halle.
Ute Lix startete für den TV Gelnhausen. Ihre Zwillingsschwester Karin Lix war ebenfalls als Läuferin erfolgreich.

## Persönliche Bestzeiten
- 200 m: 24,05 s, 28. Juni 1986, Bürstadt
- 400 m: 52,30 s, 6. September 1986, Wetzlar
- 800 m: 2:00,89 min, 19. Juni 1988, Düsseldorf

| Personendaten    | Personendaten                   |
| ---------------- | ------------------------------- |
| NAME             | Lix, Ute                        |
| KURZBESCHREIBUNG | deutsche Mittelstreckenläuferin |
| GEBURTSDATUM     | 3. März 1965                    |